# Olivetti Prodest PC 1
L'Olivetti Prodest PC 1, spesso chiamato PC1 sulle fonti non ufficiali, è un personal computer IBM compatibile messo in commercio a fine 1987-inizio 1988 dalla Olivetti. Era rivolto soprattutto al mercato degli home computer, educativo o semiprofessionale, con prezzo relativamente basso e capacità non eccelse per i suoi tempi. È il terzo e ultimo modello con il marchio della società controllata Olivetti Prodest, dopo il PC 128 e il PC 128 S, e non ha alcuna compatibilità con i precedenti.

## Storia
È l'unico modello della serie Olivetti Prodest progettato e prodotto in Italia, mentre i due precedenti sono versioni italiane di computer stranieri, e l'unico a 16 bit. Fu apprezzato dalla critica, ma Olivetti sottovalutò l'importanza delle capacità da videogioco nel mercato domestico, dove i più attrezzati Amiga e Atari ST dominavano la fascia a 16 bit. Inoltre anche gli IBM compatibili di fascia bassa, per l'uso casalingo e nelle piccole imprese, cominciavano a essere rappresentati da macchine di produzione asiatica. Il PC1 non riuscì pertanto a imporsi sul mercato domestico e delle piccole attività.

## Caratteristiche

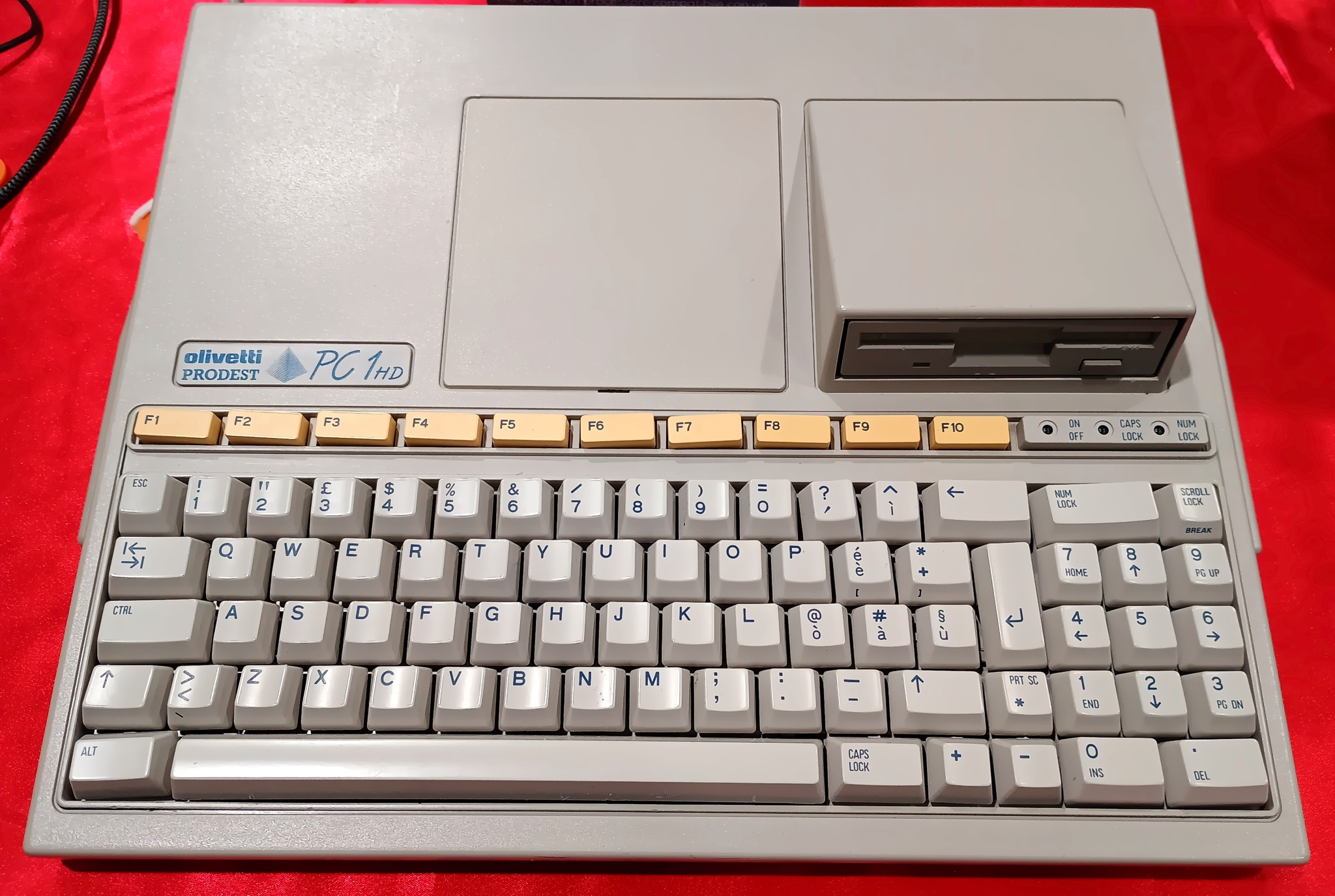
Un Olivetti Prodest PC1 HD, caratterizzato per la presenza dell'HD

Si basa sul microprocessore NEC V40 (variante del NEC V20) a 8 MHz e su un controllore grafico che emula la grafica CGA, ed è dotato di 512 kB di RAM. Il computer è formato da un blocco unico con tastiera e lettore di floppy disk da 3,5" integrato, con la possibilità di integrare anche un secondo lettore di floppy oppure un disco rigido. Come software in dotazione, erano inizialmente forniti il sistema operativo MS-DOS 3.20, l'ambiente di sviluppo GW-BASIC 3.20 e il videogioco Lode Runner.
Per restare in linea con la natura economica e meno professionale del PC 1 rispetto ad altri IBM compatibili, la Olivetti pubblicò una biblioteca di software applicativo pensato per il PC 1, poco costoso e poco sofisticato. Altrimenti i prodotti di fascia alta in circolazione per MS-DOS, come dBase, Lotus 1-2-3 o Microsoft Word, costavano più del PC 1 stesso ed erano fin troppo potenti per le necessità del tipico utente di PC 1 e per le capacità della macchina. Una delle prime uscite in questo senso fu la serie Easy Working, prodotta dalla statunitense Spinnaker e tradotta in italiano e adattata al PC 1 dalla Olivetti. La serie comprende The Filer (database), The Writer (videoscrittura) e The Planner (foglio elettronico), che erano venduti a sole 29.000 lire l'uno.